# Accord de restitution d'Okinawa de 1971
L'accord de restitution d'Okinawa de 1971 (沖縄返還協定, Okinawahenkan kyōtei) est un accord conclu entre le Japon et les États-Unis. Par cet acte, les États-Unis abandonnent au profit du Japon tous les droits et intérêts obtenus à la suite de la guerre du Pacifique en vertu de l'article III du traité de San Francisco, et restituent ainsi la préfecture d'Okinawa à la souveraineté japonaise. Le document a été signé simultanément à Washington et à Tokyo le 17 juin 1971 par William P. Rogers au nom du président des États-Unis Richard Nixon et par Kiichi Aichi (en) au nom du Premier ministre du Japon Eisaku Satō. Le document n'a été ratifié au Japon que le 24 novembre 1971 par la Diète nationale.

## Termes
L'accord est divisé en neuf articles majeurs qui précisent les détails de la restitution d'Okinawa. Les États-Unis rendraient ainsi le contrôle des îles Ryukyu et des îles Daitō (également connues sous le nom de préfecture d'Okinawa) au Japon, en échange du droit pour les forces armées américaines d'occuper Okinawa et d'avoir accès à ses installations. Les Américains ont en effet maintenu une grande présence militaire à Okinawa, notamment à cause de son emplacement stratégique et des combats intenses qui [2] l'ont fait connaître comme la « clé de voûte du Pacifique » [3] pendant la Seconde Guerre mondiale. [4] [5]
En vertu de cet accord, les îles Ryukyu et Daitō deviendraient soumises à tous les traités existants et futurs convenus entre les Américains et les Japonais. Les États-Unis aideraient à réparer les dommages causés aux terres saisies par les administrations américaines. Le traité stipule également que le Japon reconnaîtrait les mesures prises par l’administration des États-Unis dans ces domaines et que l’administration ne serait pas tenue pour responsable d’activités criminelles de son temps. Le gouvernement japonais a également accepté de payer au gouvernement des États-Unis 320 000 000 $ au cours des cinq prochaines années.
Les objectifs de l'accord pour les États-Unis étaient de transférer la souveraineté de la préfecture, de garantir que les États-Unis pourraient aider un gouvernement démocratique et de garantir que le Japon ne serait pas en mesure de mettre la paix en danger. [6]

## Négociations
Le retour d'Okinawa au Japon s'est heurté à plusieurs complications entre diplomates japonais et américains. De nombreux diplomates se sont rencontrés et ont tenté de résoudre les problèmes entre les deux pays, mais les complications et les conflits d'intérêts ont rendu le processus de restitution problématique.

### Négociations précoces
Les négociations ont commencé entre le ministre japonais des Affaires étrangères Kiichi Aichi et l'ambassadeur des États-Unis au Japon, U. Alexis Johnson (en), en 1968. Les deux ont bien travaillé ensemble et ont établi une relation de travail efficace dans l'espoir de parvenir rapidement à un accord. [7] Les discussions se sont d'abord déroulées lentement car le Japon se souciait principalement d'une date de réversion confirmée, avant de se mettre d'accord sur les détails de l'accord, qui est devenue la politique de la « table rase ». [8] Le rôle actif d'Aichi dans la politique étrangère a contribué à faire une percée dans les négociations lorsqu'il a suggéré la réversion d'ici 1972, suggérant à Johnson que les bases militaires pourraient maintenir toutes les libertés actuelles jusqu'à ce que les deux gouvernements conviennent d'un retrait progressif sans aucune menace pour la sécurité régionale. Dans une négociation suivante avec Henry Kissinger, Kissinger a déclaré que la présence militaire à Okinawa avait un effet dissuasif sur le développement d'armes nucléaires. [7]
Morton Halperin (en) a décrit la position américaine sur la réversion. Premièrement, le retrait des armes nucléaires américaines d'Okinawa. Si la Corée du Nord était déterminée à envahir la Corée du Sud, la volonté des Américains de tirer des armes nucléaires pour défendre le Sud pourrait dissuader le Nord de toute invasion. Les États-Unis craignaient également que le retour d'Okinawa ne soit interprété par d'autres comme un retrait d'Asie. Les États-Unis considéraient qu'Okinawa faisait partie du Japon et avaient l'intention de revenir à la souveraineté d'ici 1972, mais seulement si leurs préoccupations étaient complètement réglées d'ici là. [7]

### Conférence de Kyoto Japon-États-Unis
Lors de la conférence de Kyoto Japon-États-Unis, le Japon a fait valoir que conserver des armes nucléaires à Okinawa serait redondant et qu'il y aurait des zones plus propices à la présence militaire. Le soutien de spécialistes américains a aidé à persuader les Américains des avantages de la réversion. Après la conférence, un résumé indiquait que les États-Unis craignaient officiellement que le Japon soutienne les États-Unis en cas de crise dans la péninsule coréenne. [7] [9]

### Discussions entre Kishi et Nixon
L'envoyé spécial Kishi a rencontré le président Nixon avec deux désirs préconçus. Le Japon a cherché la réversion en 1972 avec, au moins, des bases militaires américaines dénucléarisées. Le 1er avril 1969, Kishi a déclaré au président Nixon que « de nombreux Japonais estiment que si le Japon doit jouer un plus grand rôle en Asie, il est tout à fait inacceptable qu'une partie de leur pays reste occupée par une puissance étrangère ». Kishi pensait également que le maintien du statu quo à Okinawa risquait de provoquer des retombées politiques. Nixon lui a assuré qu'il était bien informé sur le sujet et que les relations entre le Japon et les États-Unis étaient importantes pour lui. [7]

### Étapes finales
Les États-Unis ont informé le Japon que la réversion était possible si, en cas d'urgence, les armes nucléaires étaient autorisées à Okinawa. La question a été soulevée par les États-Unis comme un ultimatum. Le Japon s'est conformé, mais l'ultimatum a soulevé des complications sur ce qui était considéré comme une urgence qui justifiait des armes nucléaires. [10] Bien que le Japon ne pense pas qu'une telle situation d'urgence se produise un jour, son objectif de dénucléarisation totale a échoué. Les États-Unis recherchaient également une concurrence loyale avec les fabricants japonais de textiles de laine. Parce que l'économie et le gouvernement sont étroitement liés, les États-Unis ont fait pression pour que les fabricants de laine soient réglementés. Depuis que la question de la réversion est devenue liée au commerce, des discussions top-secrètes ont eu lieu à la Maison-Blanche et se sont terminées par un accord de rencontre avec d'autres pays concernant l'accord général sur les tarifs douaniers et le commerce dans lequel le Japon a promis de soutenir la recherche des Américains pour l'équité et le commerce. [7]
La Chine a critiqué la réversion de la souveraineté en raison de ses revendications sur la région, basées sur d'anciens journaux maritimes chinois, et l'a décrite comme unVoyage avec le vent arrière. Ses références ont été jugées insuffisamment crédibles pour valider leur affirmation. Les circonstances historiques restent un sujet de débat. [11]

### Réaction au Japon
Les accords ont suscité la controverse à Okinawa et au Japon continental pour différentes raisons. Malgré le désir de nombreux habitants des îles pour une forme d'indépendance, le gouvernement japonais a décidé de négocier le retour de la préfecture à son contrôle. [1] Le document n'a été ratifié au Japon que le 24 novembre 1971 par la Diète nationale. Avant même les discussions, le mouvement indépendantiste des Ryukyu (en) avait pour objectif de rendre Okinawa indépendante à la fois de l'Amérique et du Japon. À Tokyo, un groupe d'étudiants radicaux mécontents de la présence militaire américaine à Okinawa, s'est ému en utilisant des cocktails Molotov et des tuyaux en acier, tuant un policier. [12] L'émeute de Koza était un autre exemple des troubles sociaux qui ont eu lieu au Japon à cette époque. [13] Les forces militaires américaines ont rapporté que la réversion de la souveraineté a créé un environnement nouveau et difficile pour les forces militaires. [14]

### Cérémonie du40eanniversaire de la réversion d'Okinawa
En 2011, le Premier ministre Yoshihiko Noda s'est rendu à Okinawa et a prononcé un discours déclarant que le gouvernement japonais soutenait les plans indépendants d'Okinawa pour aider à améliorer la préfecture. Il a également reconnu le fardeau que les bases militaires d'Okinawa pesaient sur les insulaires et a affirmé continuer d'essayer de réduire le fardeau. Noda a également déclaré : « C'est Okinawa qui sera la force motrice du Japon dans son ensemble, se créant un rôle à l'avant-garde de l'ère Asie-Pacifique. C'est nous qui sommes responsables de la création de cet avenir. Il ne fait aucun doute que les aspirations du peuple d'Okinawa à la paix et leur esprit mondial en tant que "pont entre les nations" seront un atout considérable pour le développement et la croissance d'Okinawa au 21e siècle. » [15]
Les citoyens d'Okinawa continuent de demander la suppression des bases militaires et l'égalité du niveau de vie avec les citoyens japonais du continent. Depuis la réversion, les habitants d'Okinawa comptent sur les investissements du gouvernement pour s'améliorer, au lieu des dépenses militaires américaines. [16]